# 関ヶ原本戦の配置

## 概要
本項では慶長5年（1600年）9月15日に行われた関ヶ原の戦い本戦の布陣について扱う。関ヶ原の戦い本戦における東西両軍の布陣を記録した一次史料は確認されておらず、現在知られている布陣図は江戸時代成立の二次史料に基づくものである。布陣に関する詳細な記述のある二次史料としては『黒田家譜』・『石田軍記』・『関ヶ原軍記大成』・『大垣藩地方雑記』などがあるが互いの記述は一致していない。

## 『日本戦史 関ヶ原役』による布陣

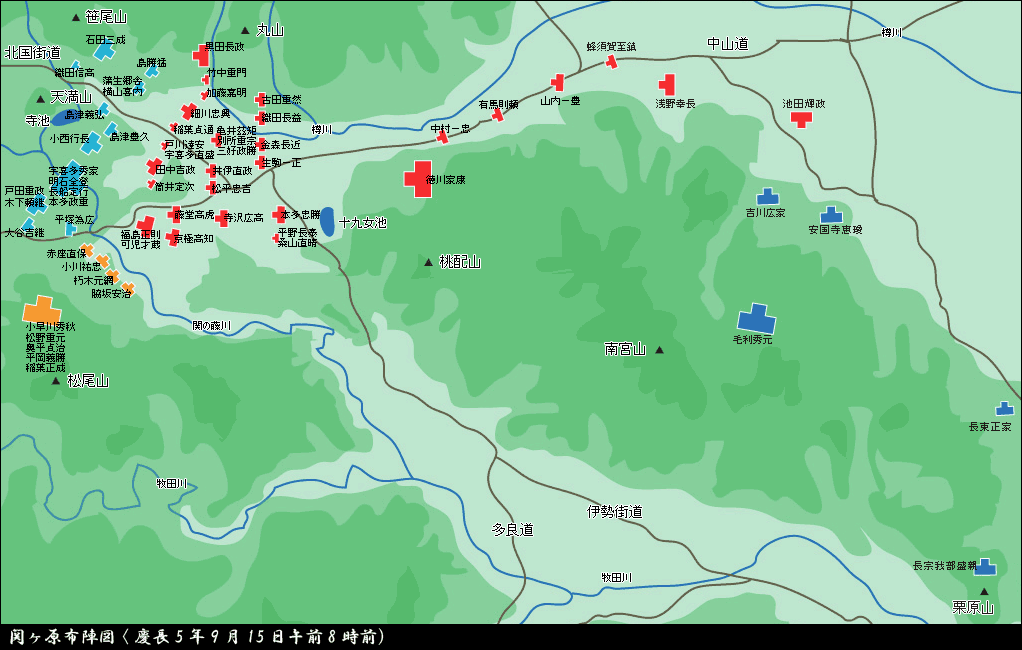
『日本戦史関ヶ原役』に拠る関ヶ原布陣図（慶長5年9月15日午前8時前）

当日の布陣図について良く知られているものは明治26年（1893年）旧参謀本部によって刊行された「日本戦史関ヶ原の役（附表・附図）」に掲載されたものがベースとなっている。この布陣図について白峰旬は同じ旧参謀本部刊行の「日本戦史関ヶ原の役（本編）」の本文と内容が矛盾しているうえに、江戸時代成立の軍記物に掲載された布陣図とも異なる点などから、旧参謀本部が創作したものとし、無批判な引用は避けるべきとしている。なお白峰は参謀本部作成の布陣図は『黒田家譜』の本文を参考に作成された可能性があるとしている。

## 『黒田家譜』による部隊編成・配置・兵数等
1687年(貞享4年)成立の『黒田家譜』の記述をもとに東西両軍の部隊編成・配置・兵数等を記す。誤記が疑われる箇所も原文のまま記し、(　)内に氏姓・実名を付した。

### 東軍
- 大垣の抑え - 水野六左衛門(勝成)・津軽右京(為信)・西尾豊後守(光教)・松平丹波守(康長)・等
- 南宮山の抑え - 池田三左衛門(輝政)・浅野左京大夫(幸長)・駿河遠江衆［兵力計12760名］
- 岡山の留守 - 堀尾信濃守(忠氏)
- 家康本陣【桃配山】
- 先陣
  - 右軍 - 黒田甲斐守(長政)・竹中丹後守(重門)・田中兵部大輔(吉政)・細川越中守(忠興)・加藤左馬助(嘉明)・生駒讃岐守(一正)
  - 左軍 - 福島左衛門大夫(正則)・藤堂佐渡守(高虎)・織田有楽父子
  - 中軍 - 松平下野守(忠吉)・井伊兵部少輔(直政)・本多中務大輔康俊

### 西軍
- 大垣城
  - 本丸 - 福原右馬助(長堯)
  - 二の丸 - 高橋右近(元種)・秋月長門守(種実)・相良宮内少輔(頼房)
  - 三の丸 - 垣見和泉守(一直)・熊谷内蔵允(直盛)・木村惣左衛門(由信)・等
- 松尾山 - 筑前中納言(小早川秀秋)
- 南宮山麓の岡ヶ鼻 - 毛利宰相秀元・吉川蔵人広家・長束大蔵大輔正家・安国寺恵瓊・大坂城の弓鉄砲隊
- 栗原山 - 長宗我部土佐守盛親

　　　［南宮山と栗原山の兵力計23800余名］
- 小関村の北 - 石田治部少輔(三成)
- 小関村の南 - 小西摂津守(行長)
- 小西隊の後方 - 備前中納言(宇喜多秀家)
- 小池村 - 島左近［3000余名］
- 桑並の畑 - 島津兵庫頭(義弘)
- 天満山前面[2] - 大谷刑部少輔(吉継)・平塚因幡守(為広)・戸田武蔵守(勝成)父子

## 『関ヶ原軍記大成』による部隊編成・配置・兵数等
1713年(正徳3年)成立の『関ヶ原軍記大成』24巻の記述をもとに東西両軍の部隊編成・配置・兵数等を記す。誤記が疑われる箇所も原文のまま記し、(　)内に氏姓・実名を付した。

### 東軍
- 9月15日関ヶ原へ向かった主力部隊
  - 一番隊 - 羽柴(福島)左衛門太夫正則父子・藤堂佐渡守高虎父子・田中兵部大輔吉政父子・生駒讃岐守正俊・戸川肥後守政利・坂崎出羽守貞盛・桑山伊賀守貞晴・(桑山)相模守一貞・大野修理亮治長
  - 二番隊 - 羽柴(細川)越中守忠興父子・黒田甲斐守長政・加藤左馬助嘉明・織田有楽父子・竹中丹後守重門・羽柴(筒井)伊賀守定次・松倉豊後守重正
  - 三番隊 - 下野守殿(松平忠吉)・井伊兵部少輔直政・本多中務大輔忠勝・関長門守一政・加藤左衛門佐直泰
  - 小身の輩(一～三番隊に付属) - 猪子内匠助秋信・天野周防守景俊・岡野勝五郎善長・山城宮内小輔秀宗・野々村三十郎雅成・平野権平長泰・津田長門守信成・中村文蔵行安・船越五郎右衛門永景・佐久間久右衛門安政・佐久間源六勝元・古田織部正信勝・石川伊豆守定政・伊丹兵庫入道意頓・村越兵庫頭征直・福原平左衛門直員・能勢惣左衛門尉頼方・志水小八郎忠仲・柘植平右衛門則明・溝口源太郎政一・赤井五郎忠家・赤井五郎左忠泰・野間久左衛門秋弘・甲斐庄喜右衛門正直・長谷川甚兵衛一世・森宗兵衛忠盛・落合新八郎顕公・堀田若狭守重氏・別所孫次郎友次・佐藤三河守信元・佐々淡路守顕政・三好新右衛門入道道三・三好新左衛門慶清・三好越後守慶正・堀田権八郎重國・中川半左衛門清一・池田備後守知政・池田彌右衛門忠政・兼松又四郎正吉・山岡修理亮兼彌・松波平右衛門秋徳・仙石式部・渡邉筑後・山中三河・佐々喜三郎・大島雲八・加藤平内・河村助左衛門・林丹波・杉原四郎左衛門・庄田小太夫父子・多羅尾・村越・伏屋・野尻・石尾・山口・沼野・長崎・田中・奥山
- 遊軍 - 蜂須賀長門守至鎮・稲葉右京亮貞道父子・遠藤左馬助慶隆・小出遠江守吉辰・亀井武蔵守政直・寺沢志摩守広高・等
- 後方部隊
  - 南宮山・栗原山の抑え【垂井山の東に配置】 - 羽柴(池田)三左衛門尉輝政父子・浅野左京大夫幸長・山内対馬守一豊・有馬法印(則頼)父子・金森法印(長近)父子・中村彦右衛門一栄・一柳監物直盛・水野河内守清忠・鈴木越中守重慶［ここまでで計13760名］
  - 多芸の抑え【谷河原に配置】 - 徳永法印(寿昌)父子・市橋下総守(長勝)・横井伊織・横井孫左衛門・横井作左衛門・等
  - 大垣の抑え【曽根の近辺に配置】 - 西尾豊後守忠政・水野六左衛門勝成・津軽右京進為信・松平丹波守康長・等
- 家康の旗本
  - 先鋒 - 酒井左衛門尉家次・奥平美作守信昌・松平下総守忠明・鳥居左京亮忠政・鳥居久五郎成次・内藤左馬助清正・松平内膳正家重・松平玄蕃允家清・松平右衛門太夫康貞もしくは右衛門佐照久・松平豊前守・松平和泉守家来・戸田左門一西・春山常陸介忠成・永井右近大夫直勝・阿部備中守正次・西尾隠岐守吉次・北条美濃守氏規・本多縫殿助康俊・丹羽勘助氏信・山口勘兵衛・遠山民部・板部岡江雪父子・青山藤七郎忠成・神谷彌五郎忠綱・山本帯刀頼重・稲垣平右衛門長重・松平隠岐守殿・松平甲斐守殿
  - 御旗本奉行 - 酒井左衛門尉(家次)・村串興左衛門
  - 御長柄奉行 - 近藤石見守・大久保平助(忠教)
  - 百人組の者頭 - 伊奈図書(昭綱)
  - 御持筒の番頭 - 渡邉半蔵
  - 御鉄砲頭 - 成瀬小吉(正成)・安藤彦兵衛(直次)・水野太郎助・渡邉彌之助・小栗仁右衛門・森川金右衛門・松平小太夫・山中主計・加藤源太郎・近藤登助(季用)
  - 御弓長 - 布施孫兵衛・米津梅干之助・倉橋内匠・矢代甚三郎・大久保権右衛門
  - 大御番頭 - 松平右左衛門・松平善四郎・水野藤四郎
  - 御差使官 - 成瀬小吉(正成)・安藤彦兵衛(直次)・小栗又市(忠政)・横田甚右衛門・牧助右衛門・山本新五左衛門・服部権太夫・犬塚平右衛門・阿部八右衛門・小笠原治右衛門・鈴木友之助・初鹿野伝右衛門・堀織部・山上郷右衛門・加藤喜左衛門・島田治兵衛・西尾籐兵衛・保坂金右衛門・中澤主税・間宮左衛門・真田隠岐・小栗忠左衛門・大久保助左衛門・能勢市十郎・等
  - 御馬の前 - 本多弥八郎・西郷新太郎
  - 後隊 - 大須賀出羽守・本多丹下

　　　［「前後の兵数」75030余名］
- 岡山の留守 - 堀尾信濃守忠氏
- 小早川秀秋の陣に派遣された目付 - 奥平藤兵衛貞治

### 西軍
- 石原峠前面 - (宇喜多)備前中納言秀家
- 宇喜多隊右側 - 有馬修理大夫・河尻肥前守(秀長)・石川備前守(貞清)・布施飛騨守・玉置小平次・糟屋内膳正(武則)・赤澤山城守・池田伊予守(秀氏)・戸田武蔵守(勝成)・戸田内記・平塚因幡守(為広)・平塚庄兵衛
- 上記諸隊右側、松尾山の麓 - 大谷刑部少輔(吉継)・大谷大学頭・木下山城守(頼継)・朽木河内守(元綱)・小川土佐守(祐忠)・小川左馬助(祐滋)・脇坂中務少輔(安治)・脇坂淡路守(安経)・赤座久兵衛(直保)
- 松尾山 - 筑前中納言(小早川)秀秋
- 小関山 - 石田治部少輔三成
- 小池村の前 - 島左近・島新吉・島十次郎・大場土佐・大山伯耆・高野越中・舞兵庫・森九兵衛・蒲生備中(頼郷)・蒲生大膳・蒲生大炊・北川平左衛門・北川十郎・蒲生監物・近藤縫殿・後藤又助・百々宮内・早崎平蔵・分田伊織・浅井新六郎・中島宗左衛門・香楽間あるいは香筑間蔵人・三田村織部・町野助之允・馬渡内記あるいは外記・川崎五郎左衛門・等［6000余名］
- 宇喜多隊の左側 - 小西摂津守(行長)・羽柴兵庫入道(島津義弘)・島津又八郎(忠恒)・島津中務大輔(豊久)・織田左衛門佐(信高)・織田長兵衛(長次)・伊東丹後守・中島式部(氏種)・服部土佐守・山田久三郎・荒川助八・山田忠兵衛・長坂三十郎・伊木半七・井上小左衛門・溝口大炊助・伊藤彦兵衛・寺田播磨守・岸田伯耆守・高田薩摩守・秋田助左衛門・矢部豊後守・三淵大和守・秀頼公の鉄砲の物頭・等
- 栗原山 - 毛利宰相秀元・宍戸備前守(元続)・天野六郎左衛門(元政)・毛利讃岐守・長宗我部宮内少輔(盛親)・鍋島信濃守(勝茂)
- 南宮山 - 吉川侍従広家・福原式部少輔(広俊)・長束大蔵大輔(正家)・長束伊賀守(直吉)・安国寺(恵瓊)

　　　［上方の兵力128600名］

## 『大垣藩地方雑記』による部隊編成・配置・兵数等
1864年(元治元年)以前成立の『大垣藩地方雑記』の記述をもとに東西両軍の部隊編成・配置・兵数等を記す。『大垣藩地方雑記』は戸田氏鉄の大垣入部以降の藩政について、大垣藩の増田耕曹が旧記・見聞をもとに記した書である。誤記が疑われる箇所も原文のまま記し、(　)内に氏姓・実名を付した。

### 東軍
- 大垣の抑え - 水野六左衛門(勝成)・津軽右京亮(為信)・榊原式部大輔・西尾豊後守(光教)
- 多良筋の抑え - 【金屋河原に配置】市橋下総守(長勝)・徳永法印(寿昌)・横井伊織・横井孫左衛門・横井作左衛門
- 栗原山の抑え - 【南宮山】池田三左衛門(輝政)・【垂井の西】浅野左京大夫(幸長)
- 岡山の留守 - 堀尾帯刀(吉晴)
- 9月15日未明、桃配山原に到着した隊
  - 一番備 - 福島左衛門大夫(正則)・福島刑部大輔(正之)・京極侍従(高知)・藤堂佐渡守(高虎)・有馬玄蕃頭(豊氏)・山内土佐守(一豊)・田中兵部少輔(吉政)
    - 目付 - 伊部兵庫頭・村越兵庫頭・河村勘左衛門・奥平藤兵衛

  - 二番備 - 黒田甲斐守(長政)・竹中丹後守(重門)・加藤左馬之助(嘉明)・金森法印(長近)・長岡越中守(細川忠興)・織田有楽・松倉備後守
    - 目付 - 小坂助六・我孫子善十郎・稲能市左衛門・兼松又四郎(正吉)

  - 三番備 - 松平下野守(忠吉)・井伊兵部少輔(直政)・本多中書(忠勝)・織田河内守(長孝)
    - 目付 - 佐久間久右衛門(安政)・佐久間源六(勝之)・舟越五郎左衛門

### 西軍
- 大垣城
  - 本丸 - 福原右馬之介(長堯)
  - 二の丸 - 高橋右近太夫(元種)・相良宮内少輔(頼房)・秋月長門守(種実)
  - 備中丸 - 筧和泉守(垣見一直)・熊谷内蔵助(直盛)・木村宗左衛門(由信)・木村傅蔵

　　　［計7000騎］
- 栗原山岡ヶ鼻 - 長束大蔵(正家)・安芸中納言(毛利秀元)・長宗我部土佐守(盛親)・安国寺(恵瓊)・吉川蔵人(広家)

　　　［計30000余騎］
- 小池村 - 石田(三成)
- 小関村 - 島津兵庫頭(義弘)
- 天満山 - 小西摂津守(行長)
- 天満山南の山 - 浮田宰相(宇喜多秀家)
- 松尾山 - 筑前中納言(小早川秀秋)
- 田中村 - 小川左馬助(祐滋)
- 宮ノ上 - 大谷刑部(吉継)・大谷大学
- 藤下村 - 赤澤越中守

　　　　　　　その他略
　　　［敗走した西軍の兵数をおよそ108000名と記している］

## 『朝野舊聞裒藁』による布陣
| 関ヶ原本戦広域布陣図 |  | 本戦関ヶ原方面布陣図 |
| 関ヶ原本戦広域布陣図 |  | 本戦関ヶ原方面布陣図 |

江戸時代に幕府の命により林述斎らが作成した徳川家康に関する史料集『朝野舊聞裒藁』の記述内容から推定しているため『日本戦史 関ヶ原役』の布陣図といくつかの点で差異が生じている場合がある。また記載内容は基本的に綱文を参考にしているが、中には本文史料を参考にした箇所もある。別途、脚注で表示する。

### 配置

#### 関ヶ原方面
- 地図

関ヶ原北部、関ヶ原南部

##### 東軍
- 関ヶ原本道南…後方に関明神（南二町に不破関址）の森、山中村への街道を断ち切る形[6]

福島正則（平野長重、大野治長は正則に属す）・正之
- 正則備左手

藤堂高虎・高吉、京極高知（落合新八は高知に属す）、蜂須賀豊雄
- 本道北…中筋、関原駅北

松平忠吉、井伊直政（菅沼次郎右衛門、松倉重政、関一政、坪内利定・家定・定吉・正定・安定、甲相の士等は直政に属する）、寺沢広高
- 北の山手沿い

田中吉政・吉次、生駒一正、加藤嘉明、堀田一継、細川忠興・忠隆・興元、金森法印、黒田長政（伊丹正親、赤井忠家は長政に属する）、竹中重門、筒井定次等
- 忠吉備東方（寄合衆）

織田有楽・長孝、津田高勝、石川貞政、佐々行政、前田五左衛門、古田重然、猪子一時、船越景直、佐久間安政・勝之、亀井茲矩、加藤光通、戸川達安、宇喜多直盛、岡田善同、野々村三十郎、川村助左衛門、村越三光、小坂雄長、生駒利豊、兼松正吉、安孫子善十郎、稲熊市左衛門、澤井左衛門尉、森勘解由、林大学
その他、三好一任・可正・房一・長通、宗可政、池田重成・光重、佐久間定頼・正房、長谷川重成、柘植正俊、多羅尾光利、野門乙長等

##### 西軍
- 小関村…不破郡、越前街道沿い

石田三成…先手（島左近、蒲生頼郷）は小関村西南の小池村に前進
- 北の山手沿い…三成先手に続く

織田信高・長次、伊藤長実、中島種長、滝川忠継、服部土佐守、寺田播磨守、岸田伯耆守、高田薩摩守、秋田助右衛門、矢部豊後守、三渕大和守及び大坂弓鉄砲衆等
- 三成陣南東

島津義弘・豊久（先手）…梨木川東岸
小西行長…島津陣南西、梨木川西岸と北天満山の間
- 南天満山麓

宇喜多秀家（赤松則房、糟屋武則は秀家に属する）
河尻直次、石川貞清、布施屋飛騨守、森豊前守、太田飛騨守、池田一氏等…秀家陣右手
- 本道山中村

大谷吉隆…先手吉勝、木下頼継は藤川手前、藤下村に前進
吉隆先手に続き平塚為広・左馬助・庄兵衛、戸田重政・内記
- 松尾山麓…藤下村南[6]

脇坂安治・安元、小川祐忠・祐滋、朽木元綱、赤座直保
- 松尾山

小早川秀秋

#### 桃配山
徳川家康本隊
- 旗奉行（兼槍奉行）[9]

村串与三左衛門、酒井重勝（兼使番）
- 長柄頭[10]　(八王子千人同心　計千名)

荻原昌友、窪田忠知、原胤虎、窪田吉正(正勝)、上窪田別家、石坂森通、志村貞盈、中村安利、河野通玄、山本忠房
- 大番頭

松平重勝、松平康安、水野重央
- 小姓組頭

石川忠総
- 百人組頭[11]

成瀬正成（兼使番）、伊奈令成
- 鉄砲頭

安藤直次、加藤正次、高山盛聡（与力十騎、同心百人、二百人扶持）、水野清久、嶋田直時（五十人頭）、柘植彦広（二十人頭）、蜂屋定頼、依田信次
- 玉薬奉行

榊原直貞
- 弓頭

八田森右衛門
- 遣奉行

河野盛利(河野通玄?)
- 持筒頭[12]

渡辺守綱
- 徒行頭[13]

近藤季用
- 手鷹師同心指揮[14]

間宮信盛・元重
- 使番[15]

米津親勝（兼軍奉行）、小栗忠政（兼軍奉行）、牧長勝、山本重成、横田尹松、初鹿昌久、犬塚忠次、服部政信、阿部八右衛門、城昌成、小笠原次右衛門、鈴木信光、山上久忠、島田重次、西尾利氏、保坂金右衛門、真田信昌、間宮伊治、中沢吉政、小栗久次、戸田直頼、土屋昌吉、石野義利、奥山冶右衛門、山城忠久、米倉信継、牧原正次等
- 馬前

本多正純（床机代わり、神谷清次従う）　
西郷忠員（仮の武者奉行）
- 腰物番

久留正次
- 膳番

加藤正重、近藤正成
- 旗本備

松平忠良、永井白元、大島光義、丹羽氏次（前備）、渡辺重綱、加藤成之、曲渕正吉、水野忠清、永井直勝（右備）・尚政、伴重盛、内藤信正（近習）、由良貞繁（直勝組下）、松平忠明、松平勝政、松平正久・正次、本多康俊、戸田氏鉄、鳥居成次、山口直友、西尾吉次（左備）、北条氏盛（吉次組下）等
本多正重…諸軍指揮する
- 後備

奥平信昌、大須賀忠政、本多成重、戸田尊次・忠能、遠藤慶隆、金森可重等
久世広宣、坂部広勝…後列指揮する

#### 南宮山・赤坂方面
- 地図

垂井、長松、赤坂、曽根、金谷河原、本田
南宮山、栗原山・岡ヶ鼻（象鼻山）、大垣

##### 東軍
- 垂井駅南

池田輝政・利隆・長吉（長吉は多芸郡小名に陣）、浅野幸長及び三遠駿三国の士
- 多芸口金谷河原…南宮山南東

徳永寿昌・昌重、市橋長勝、横井時泰・時朝・時久等
- 牧田口十九女池…南宮山西、関ヶ原近くの池

本多忠勝・忠朝（桑山一直はこれに属す）
- 大垣城寄手

水野勝成、戸田康長、西尾光教、津軽為信、大藪新八郎、小倉正次等…曽根城陣
中村一氏陣代中村一栄及び一氏家臣志村資良…赤坂陣
- 後詰

山内一豊、堀尾忠氏、有馬豊氏（佐々長成は豊氏に属す）、松下重綱等…赤坂陣
一柳直盛…長松塁陣
加藤貞泰…本巣郡本田陣

##### 西軍
- 南宮山、栗原山

毛利秀元（先手吉川広家）…南宮山陣
安国寺恵瓊、長束正家、長宗我部盛親及び大坂弓鉄砲衆…栗原山から岡ヶ鼻に陣
- 大垣城

垣見一直、福原直高（長堯）、木村宗左衛門、高橋元種、秋月種長、相良長毎

### 交戦相手
関ヶ原の戦いは基本的に西軍へ東軍が攻めかかる構図となっている。そのため、転戦が多い東軍ではなく、固定された西軍を基準として記述する。
なお、小早川秀秋が内応する午刻を基準としてその前後に分け、参戦順を記す。

#### 南天満山麓方面
西軍
宇喜多秀家、河尻直次、石川貞清、布施屋飛騨守、森豊前守、太田飛騨守、池田一氏等
東軍
- 午刻前

1. 福島正則
2. 井伊直政先手（木俣守勝、鈴木重好）、直政付属衆

- 午刻後

1. 本多忠勝、脇坂安治父子、小川祐忠父子、寺沢広高、戸川達安（安治、祐忠、達安は行長隊壊乱後転戦）…横撃

その他…細川忠興一族、黒田長政、加藤嘉明、田中吉政父子、織田有楽父子、金森法印父子、小栗忠政、赤井忠家、小坂雄長、生駒利長、坪内利定父子、兼松忠吉、森忠胤、安孫子善十郎、稲熊市左衛門、澤井左衛門尉、林大学

#### 小関村方面
西軍
石田三成、織田信高父子、伊藤長実、滝川忠継、服部土佐守、寺田播磨守、岸田伯耆守、高田薩摩守、秋田助右衛門、矢部豊後守、三渕大和守及び大坂弓鉄砲衆等
東軍
- 午刻前

1. 田中吉政、生駒一正（先陣を切るも島左近と大筒により撃退される）、石川貞政、佐々行政
2. 加藤嘉明、細川忠興一族
3. 金森法印、戸川達安
4. 黒田長政、竹中重門

その他…堀田一継、筒井定次、宇喜多直盛
- 午刻後

1. 本多忠勝、織田有楽父子、古田重然、猪子一時、佐久間定頼兄弟…忠勝の指揮下に一時的に入り、三成隊横撃を迎撃
2. 藤堂高虎、京極高知、織田有楽親子、村越三光…吉継隊壊乱後転戦
3. 大須賀忠政、本多成重等…家康本隊

その他…前田五左衛門、川村助左衛門、岡田善同、澤井左衛門尉、野々村三十郎、亀井茲矩等

#### 藤下村方面
西軍
大谷吉継父子、平塚為広父子、戸田重政父子
東軍
- 午刻前

1. 藤堂高虎父子、京極高知、蜂須賀豊雄
2. 織田有楽父子、津田高勝、寺沢広高[6]

- 午刻後

1. 小早川秀秋…内応
2. 脇坂安治父子、小川祐忠父子、朽木元綱、赤座直保…内応
3. 細川忠興一族、加藤嘉明、黒田長政、田中吉政、生駒一正、桑山一直等

#### 北天満山麓方面

##### 義弘隊
西軍
島津義弘一族
東軍
- 午刻前

1. 井伊直政本隊、松平忠吉（忠吉負傷）
2. 米津親勝、小栗忠政…家康本隊からの物見中に一時援護する

- 午刻後

1. 本多忠勝…銃撃で馬を撃たれる
2. 田中吉政、金森法印…横撃するも反撃され後退、義弘隊後退路を開く
3. 黒田長政、細川忠興、加藤嘉明…吉政・法印隊後退を援護

その他…筒井定次、竹中重門、戸川達安、寺沢広高、福島正之、久野宗成等
- 義弘隊撤退時

1. 小早川秀秋
2. 井伊直政（直政負傷）、松平忠吉、松倉重政等
3. 筒井定次

##### 行長隊
西軍
小西行長
東軍
- 午刻前

小戦のみ
- 午刻後

脇坂安治父子、朽木元綱、寺沢広高（安治、元綱、広高は吉継隊壊乱後転戦）、戸川達安、筒井定次

#### 南宮山方面
西軍
長束正家、長宗我部盛親等
東軍
池田輝政、浅野幸長…正家・盛親隊が後退するのを追撃、秀元・広家・恵瓊隊への追撃はせず

#### 備考
- 本多忠勝・寄合衆一部について

彼らは前線後方にいた為に遊撃隊として各方面を転戦していた。
各将の動向を例として挙げると
- 本多忠勝

井伊直政隣（開戦前）― 十九女池（開戦時） ― 宇喜多秀家 ― 島津義弘 ― 石田三成
- 戸川達安

松平忠吉東方（開戦時） ― 石田三成 ― 小西行長 ― 宇喜多秀家 ― 島津義弘
となる
- 小西行長について[6]

小西行長は後詰として島津義弘よりも奥まった場所に陣を構えていた。午刻前に義弘より出馬を要請されるも、小早川秀秋の旗色が不鮮明なことを理由として断っている。午刻後、吉継隊の壊滅や秀家・三成隊先手の後退に行長隊の先手が動揺し、行長が先手を後退させて動揺を鎮めようとしたところ、それに乗じた東軍の攻撃により、全軍が壊乱した。

### 兵数
兵数に関しては史料によって違いが大きい。そのため、綱文に記載されているのは総数のみである。

#### 東軍
- 総数…75,300人[17]

以下は本文史料を参考
- 徳川家康本隊（江戸出陣時）…32,730人、他に15,000
- 南宮山押え…13,700人、他に10,000、12,760、13,760
- 福島正則…8,000人
- 田中吉政…3,000人
- 筒井定次…2,000人（大和郡山城受取時）
- 生駒一正…20騎＋雑兵300人
- 蜂須賀豊雄…18騎、他に7騎
- 井伊直政先手…2,000人
- 本多忠勝…400人
- 大垣城寄手…3,000人
- 津軽為信…50騎、他に2,000

参考…岐阜城攻撃時の兵数
- 福島正則・細川忠興・加藤嘉明・黒田長政・藤堂高虎・京極高知・田中吉政・生駒一正・寺沢広高・蜂須賀豊雄・井伊直政・本多忠勝等…16,730人、他に20,000、32,000
- 池田輝政・浅野幸長・山内一豊・堀尾忠氏・有馬豊氏・一柳直盛・戸川遠安等…18,254人、他に15,000
- 黒田長政…6,000人
- 池田輝政…7,000人
- 浅野幸長…5,000人
- 黒田・藤堂…6,000人

#### 西軍
- 総数…108,700人[18]

以下は本文史料を参考
- 宇喜多秀家…15,000人、他に8,000（旗本3,000）、20,000（先手12,000）
- 石田三成…6,000人、他に7,000、島左近3,000
- 北の山手沿い諸隊…28,800人
- 大谷吉継…吉継600人、大谷吉勝2,500人、木下頼継1,000人、平塚為広・戸田重政500人以上
- 大谷父子・戸田・脇坂父子・小川父子・赤座直保等…15,000
- 小川・朽木…2,000人
- 小早川秀秋…8000人（旗本3,000）、他に10,000、20,000、先手（稲葉正成・平岡頼勝・松野重元）6,700
- 小早川・脇坂・朽木・小川…20,000人
- 島津義弘…3000人、他に4,000、1,000（撤退時）、800（大垣入城時）
- 小西行長…5,000（旗本2000）、他に7,000、1000（大垣入城時）
- 南宮山諸隊…23,800人、他に18,680、20,000、28,000、30,000
- 長束正家…1,100人
- 大垣城守備…7,500人、他に13,760

参考…三成書状より
- 宇喜多秀家…18,000人
- 太田一吉…1,020人
- 石田三成…6,700人
- 大谷吉継…1,200人
- 木下頼継…700人
- 戸田勝成…500人
- 小早川秀秋…8,000人
- 脇坂安治…1,200人
- 小川祐忠…2,500人
- 島津義弘…5000人
- 小西行長…2900人＋与力4000人
- 毛利輝元・毛利秀就・毛利秀元・毛利元康・吉川広家・安国寺恵瓊…41,500人
- 長宗我部盛親…2,100人
- 長束正家…1,000人

#### 死者
- 東軍…3,700人
- 西軍…28,000人、他に4,000（首実検に出された数）、30,000、32,600、35,270

## 参考資料
- 史籍研究会編『朝野旧聞裒藁』汲古書院、 1983-1984年 第十巻ISBN 9784762941108、第二十巻ISBN 9784762941207、第二十一巻ISBN 9784762941214